# Memory and Humanity
Memory and Humanity è il quarto album dei Funeral for a Friend, pubblicato il 28 ottobre 2008. L'album è stato commercializzato con la propria etichetta Join Us Records nel Regno Unito, con la Victory Records negli Stati Uniti e in Canada, e con la Roadrunner Records nel resto del mondo.
Il primo singolo dell'album, Waterfront Dance Club, è stato pubblicato il 14 luglio 2008, con Beneath the Burning Tree "lato B".
Il 9 agosto 2008, il video per il secondo singolo, Kicking and Screaming, ha fatto il suo debutto sulla pagina di MySpace della band.
L'album è stato realizzato dopo il totale insuccesso di Tales Don't Tell Themselves (2007), in un periodo in cui la band, per ammissione successiva degli stessi membri, aveva un po' smarrito il suo percorso, ed anche quest'album è finito presto nel dimenticatoio, uscendo da tutte le scalette dei concerti della band. Il bassista Richard Boucher nel 2013 ha affermato "non ci piace quest'album, non è un album dei Funeral for a Friend", e Matt Davies ha aggiunto che se potesse tornare indietro non lo pubblicherebbe mai. Il batterista Pat Lundy l'ha direttamente definito "davvero un album di merda".

## Classifiche
Negli Stati Uniti, l'album entra nella classifica degli album europei più venduti raggiungendo il 72º posto, in quella heatseekers (band mai entrate nella top 100) al 44º e in quella degli album indipendenti in 44ª posizione. Nel Regno Unito l'album esordisce in 17ª posizione, un notevole calo rispetto a Tales Don't Tell Themselves, uscito solo un anno prima, a dimostrare ulteriormente il poco successo di quest'ultimo (va anche tenuto conto che Memory and Humanity è stato distribuito tramite etichetta indipendente, a differenza di tutti gli album precedenti).
| Classifica                | Posizione |
| ------------------------- | --------- |
| Regno Unito               | 17        |
| Stati Uniti (European)    | 72        |
| Stati Uniti (independent) | 44        |
| Stati Uniti (heatseekers) | 44        |

## Tracce
1. Rules and Games – 2:48
2. To Die Like Mouchette – 3:20
3. Kicking and Screaming – 3:23
4. Constant Illuminations – 2:56
5. Maybe I Am? – 3:36
6. You Can't See the Forest for the Wolves – 3:22
7. Building – 2:38
8. Beneath the Burning Tree – 3:34
9. Someday the Fire... – 3:13
10. Waterfront Dance Club – 4:22
11. Charlie Don't Surf – 3:44
12. Ghosts – 3:00
13. Constant Resurrections – 4:25

### Versione giapponese (Tracce Bonus)
1. Join Us - 3:47
2. Faster - 3:49

## Canzoni

### To Die Like Mouchette
La canzone, come espresso dal titolo, si ispira al film francese Mouchette (1967), di Robert Bresson. Secondo Matt si tratta della storia più tragica mai portata sul grande schermo.

### Constant Illuminations
Secondo quanto affermato da Davies, "Credo che nella fase di scrittura di Tales Don't Tell Themselves ci eravamo stancati e annoiati della musica heavy e aggressiva; non avevamo più l'ispirazione per fare quel tipo di musica. Probabilmente ci eravamo dimenticati cosa fosse stato ad averci fatti innamorare della musica heavy da giovani. Questa canzone ci ha ricordato tutto ciò che c'è di bello nelle band hard rock con cui siamo cresciuti e quanto spaccano certi riff. E anche quanto siano potenti le parti con un cantato aggressivo, se usate nel giusto contesto e non solo in modo fine a sé stesso".

### Maybe I Am?
Con questo testo, Matt si è preso la libertà di scrivere qualcosa di intelligentemente stimolante, in risposta a chi gli aveva chiesto di scrivere testi più semplici ed immediati perché altrimenti i fan non li avrebbero capiti.

### You Can't See the Forest for the Wolves
Matt spiega che il testo si può leggere in due modi: il primo parla dell'indipendenza creativa rivendicata dall'artista (non a caso i Funeral for a Friend decidono di pubblicare quest'album con la propria etichetta); il secondo ammonisce le persone a non credere ciecamente a ciò che i media dicono, perché sono il risultato della volontà delle grandi aziende e dei poteri alti.

### Building
Matt l'ha citato come il testo preferito dell'album. Il tema è quello della fede.

### Beneath the Burning Tree
La canzone nasce da un'idea di Darran Smith, e lamenta come l'ideale romantico di vita ed amore sia stato sporcato dai grandi interessi e dal controllo delle nascite.

### Someday the Fire...
Il testo parla del potere della parola, ed il modo in cui essa può modificare le percezioni altrui anche sulle cose più semplici. La canzone è stata scritta inizialmente da Matt.

### Charlie Don't Surf
Il titolo della canzone viene da una frase pronunciata dal colonnello Kilgore nel film Apocalypse Now, ed è stata tradotta nella versione italiana come "Charlie non fa il surf". "Charlie" è il nome con cui venivano identificati i Viet Cong, e nel film il personaggio usa questa frase per giustificare la presa di una spiaggia da parte dell'esercito statunitense per andarci a fare surf. Il testo parla del sistema dell'educazione e del diventare adulti.

### Ghosts
Ispirato da qualcosa visto in TV, Matt ha scritto questa canzone per portare all'attenzione dei suoi fan il problema della violenza sui minori, ancora poco riconosciuto come tale nella società dell'epoca.

### Constant Resurrections
La canzone fa da contrappunto a Constant Illuminations, anche in termini musicali (visto che è una canzone molto più calma e rilassata). Il tema è quello della perdita dell'innocenza e del rifiuto di vedere le cose che ci circondano.